# ジョン・L・サリバン
ジョン・ローレンス・サリバン（John Lawrence Sullivan、1858年10月15日 - 1918年2月2日）は、アメリカ合衆国、マサチューセッツ州出身の男性プロボクサー。ベアナックル・ボクシングの「ロンドン・プライズリング・ルールズ」時代の、ヘビー級最後のチャンピオンであり、引き続きグローブ方式のクインズベリー・ルールでの最初の認定チャンピオン。体重96kg。
そのため現代では1882年2月7日のパディー・ライアンとの試合では無く、1888年3月10日のチャーリー・ミッチェルとの試合か1889年9月7日のジェーク・キルレインとの試合を初の世界タイトルマッチとする意見も多い。

## 年譜
1858年10月15日、アメリカ合衆国、マサチューセッツ州でアイルランドからの移民の両親の元に生まれる。
若い頃は、非合法の試合で素人相手に賞金を賭けた試合を行い何度も逮捕されている。
1882年2月7日、24歳でヘビー級王座戦に出場。（上記のように現代ではこの試合を世界タイトルマッチと認めない意見が多い）
1883年から1884年に238日間かけてのアメリカ大陸横断ツアー中に、136の都市と町で195試合を行う。そのツアー中に250ドルの賞金マッチで相手を募り、11人を倒した。
1887年、マサチューセッツ州グルースターでプロレスラーのウィリアム・マルドゥーンと異種格闘技戦。試合後、観客が暴動を起こしたという。マルドゥーンは引退しサリバンのマネージャーとなる。このため八百長疑惑もあった。
1889年、31歳でミシシッピ州リッチバーグでヘビー級王座戦（対ジェーク・キルレイン、ロンドン・プライズリング・ルールズ）に出場し、75ラウンド（2時間16分）勝利。プロレスラーのウィリアム・マルドゥーンをコーチにしたという。この試合は写真が残っている唯一のベアナックル試合とされる。
1889年7月、31歳でヘビー級王座防衛戦（対ジェイク・ロドリゲス、ロンドン・プライズリング・ルールズ）に出場。
1892年9月7日、34歳でヘビー級王座防衛戦（対ジェームス・J・コーベット、クインズベリー・ルール）にビッグ・ジョンと称えられ出場。21ラウンド1分30秒KO負け。

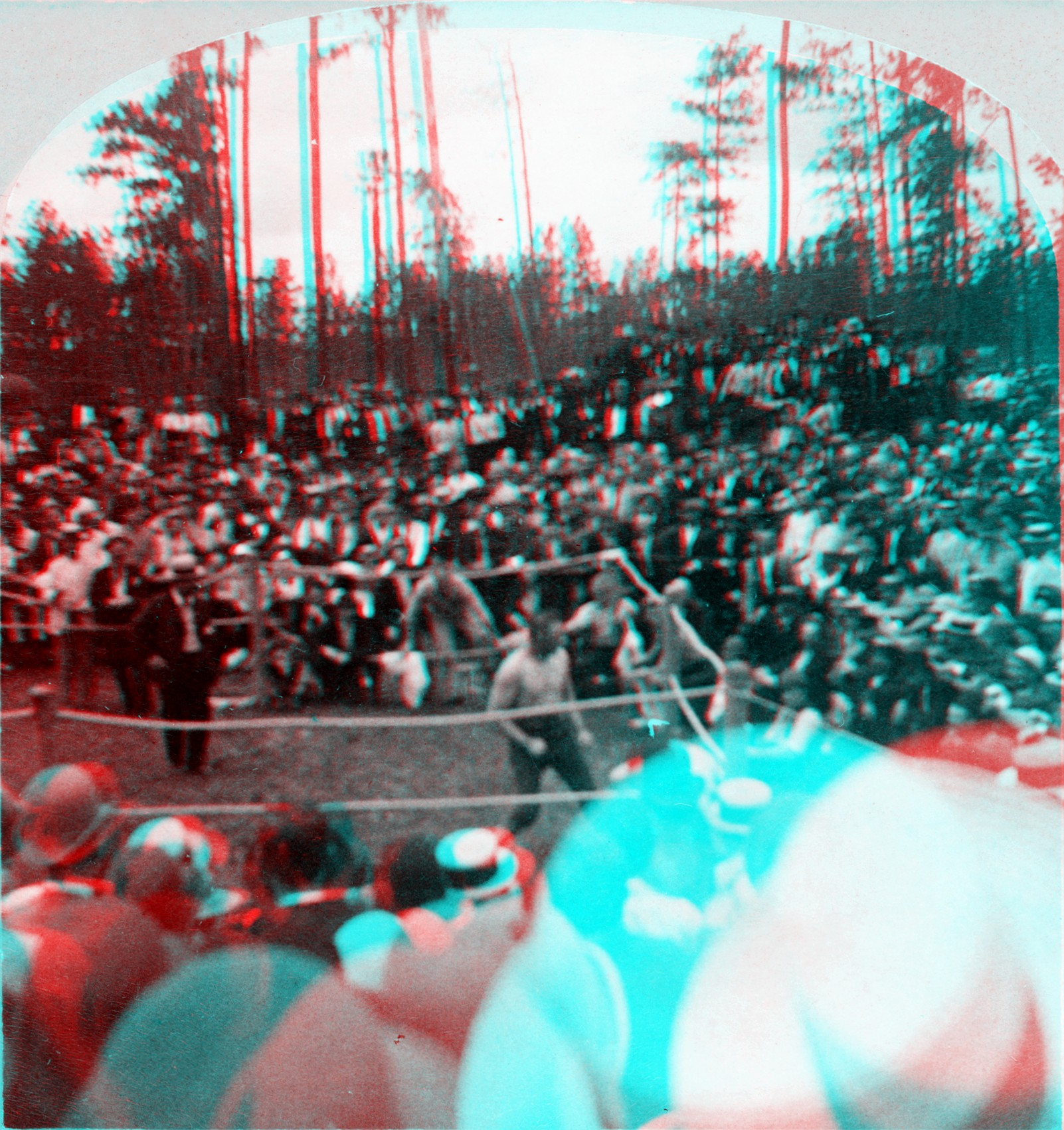
1889年の対ジェーク・キルレイン戦。キルレインがダウンした場面

1918年2月2日、死去。

## 戦績
- プロボクシング: 45戦 41勝 33KO 1敗 3分

## 獲得タイトル
- 初代世界ヘビー級王座（1882年2月7日 - 1892年9月7日）